# Ashikaga Yoshitane
Ashikaga Yoshitane (足利 義稙?; 9 settembre 1466 – 23 maggio 1523) è stato un militare giapponese.
Anche noto come Yoshiki, figlio di Ashikaga Yoshimi e nipote di Ashikaga Yoshinori, fu il decimo shōgun dello shogunato Ashikaga.
Un anno dopo che suo cugino Yoshihisa morì nel 1489 senza lasciare eredi, durante una campagna militare contro il daimyō ribelle della provincia meridionale di Omi, Rokkaku Takayori (Rokkaku Tobatsu), Yoshitane fu nominato Seii Taishōgun. Dopo la guerra Ōnin, però, l'autorità dello shōgun era fortemente diminuita, e la sua nomina fu dovuta in gran parte all'influenza del kanrei del Kantō, Hatakeyama Masanaga; nel 1493, Yoshitane condusse il suo esercito in aiuto a Masanaga, in lotta con fazioni rivali del clan Hatakeyama, ma entrambi furono sconfitti dall'esercito di Hosokawa Masamoto, giunto in aiuto del clan Hatakeyama. Dopo la vittoria, Masamoto divenne il nuovo kanrei, e Masanaga si tolse la vita: Yoshitane fu messo prima agli arresti a Kyōto e poi esiliato. Al suo posto Masamoto mise Yoshizumi, un altro nipote di Yoshinori, che divenne l'undicesimo shōgun.
Nel 1508, dopo la battaglia di Funaokayama, con l'aiuto di Ōuchi Yoshioki, Yoshitane riconquistò la carica di Seii Taishōgun scacciando Yoshizumi; tuttavia, dopo un contrasto con Hosokawa Takakuni, che l'aveva appoggiato nel suo ritorno ottenendo in cambio la posizione di kanrei e di shugo di diverse province, nel 1521 Yoshitane dovette fuggire nell'isola di Awaji e venne privato del suo titolo. Takakuni fece quindi nominare il figlio di Yoshizumi, Yoshiharu, come nuovo shōgun. Yoshitane morì nella provincia di Awa nell'isola di Shikoku due anni dopo.